# لوسيماخس نقدي
السراجية أو لُوْسِيماخُس نَقْدِيّ سرمج (الاسم العلمي: Lysimachia nummularia)، هو نبات معمر من فصيلة الربيعية يطول حتى 70 سم. ساقة مدادة مُنحدرة العقد. أوراقه متقابلة، مُنبسطة أفقيًا، أزهاره ذهبية اللون الأصفر، زهرتان بكل عقدة. التاج من قطعة واحدة خُماسية الفصوص.

## المركبات
عفص، لعاب، صابونين، أملاح معدنية، خاصّة صَوّان وبوتاسيوم. أنزيم: بريمِفيراز. وهي قابضة، شافية
للجرح، تفيد الفم والإسهال والنزيف والبواسير والقروح.